# أشرف أبو اليزيد
أشرف أبو اليزيد روائي وصحفي وشاعر وناقد تشكيلي ومترجم مصري.

## سيرة الكاتب
شاعر وروائي وصحفي ورحّالة ومترجم ولد في 13 مارس 1963 بمدينة بنها الواقعة على دلتا النيل ودرس الأدب الإنجليزي، واشتغل بالترجمة والصحافة، فتنقل مترجمًا وسكرتيرا للتحرير ومشرفا فنياً بين المجلات المتخصصة المنار (القاهرة) وشغل منصب المحرر الثقافي لوكالة أنباء رويترز (القاهرة)، ثم سكرتير تحرير والمشرف الفني لمجلة أدب ونقد الشهرية المصرية، ثم سكرتير تحرير والمشرف الفني لمجلة نزوى الفصلية (سلطنة عمان)، حتى استقر بمجلة العربي (الكويت). حصل على جائزة مانهاي الكبرى في الأدب للعام 2014. حصل على جائزة الصحافة العربية الثقافية عام 2015 ، يرأس تحرير آسيا إن العربية، كما أنه رئيس جمعية الصحفيين الآسيويين.

## الشعر
أصدر خمس مجموعات شعرية هي:
▪ وشوشة البحر، إصدار خاص، القاهرة، 1989
▪ الأصداف، إصدار خاص، القاهرة، 1996
▪ ذاكرة الصمت، دار الجديد، بيروت، 2000
▪ فوق صراط الموت، كاف نون، القاهرة، 2001
▪ ذاكرة الفراشات، مكتبة غريب، القاهرة، 2005

## دراسات وسير
- سيرة اللون (دراسات في الفن التشكيلي المعاصر)، الهيئة المصرية العامة للكتاب، القاهرة، 2003
- مذكرات مسافر، رحلة شيخ الأزهر مصطفى عبد الرازق إلى أوروبا (تحقيق)، سلسلة ارتياد الآفاق، أبو ظبي، 2008
- الشيخ مصطفى عبد الرازق مسافرا ومقيما (تحقيق)، دار العين للنشر والأبحاث، القاهرة، 2009
- عبث الشباب (تحقيق لجريدة بيرم التونسي (الشباب))، مكتبة الإسكندرية، الإسكندرية، 2008
- طريق الحرير، موسوعة ثقافية مصورة، مكتبة الإسكندرية، 2013
- نون النسوة ... نهر الفن، سير ذاتية، سلسلة كتاب الهلال، 2013
- نجيب محفوظ | السَّارد والتّشكيلي، الهيئة المصرية العامة للكتاب، القاهرة، 2017

## الرواية
صدرت روايته الأولى شماوس  عن دار عين في عام 2007. وتتناول الحياة المصرية المعاصرة وتفحصها تحت عدسة تصويرية بارعة في إطار أحداث سريعة متلاحقة حتى إنه يمكن اعتبارها نموذجا على الرواية المشوقة (بالإنجليزية: Page turner)‏ على حد تعبير النُقاد الأمريكيين في وصفهم للروايات سريعة المشاهد. وأشار الكاتب/الرحالة في حفل تدشين الرواية إن كتاباته في أدب الرحلة كانت تستدعي الوطن، حتى لو كان ذلك استطلاعا عن جمهورية تتارستان، أو رحلة إلى كوريا، أو قراءة لآثار إسبانيا، أو وقوفا على أطلال إيطاليا، أو زيارة لمهد الخلافة العثمانية، أو إعجابا بحضارة هندية، ولذلك اختار أن يبدأ في مصر أول أعماله الروائية.. حتى انتهى به المطاف بروايته الأولى شماوس التي استحضر فيها الوطن.
لكن السفر بدا جليا في روايتيه (حديقة خلفية) [2011] و(31) [2011]، فالأولى تستلهم مزيجا بين تاريخي وحضارتي الهند ومصر، والثانية؛ (31)، تسرد رحلة الغربة لأبطال من أرقام مضت حياتهم في العمل بدول الخليج العربية.
- شماوس، دار عين للنشر، القاهرة، 2008
- حديقة خلفية، مكتبة المشارق للنشر والتوزيع، القاهرة، 2011
- 31 ، مكتبة المشارق للنشر والتوزيع، القاهرة، 2011

## أدب الرحلة
في رحلاته المنشورة في مجلة العربي الكويتية على مدى الأعوام القليلة الماضية سطر أشرف أبو اليزيد بقلمه أساساً لأدب رحلات عربي جديد، يستمد أصوله من صفحات رحالة العرب القدامى، ويستكشف فضاءات جنس أدبي عريق الجذور العربية واسع الأفق، عبر رحلات شملت ورزازات المغربية وتتارستان وكوريا  وإسبانيا وتركيا والهند وألمانيا وغيرها من البلدان التي طوف بها وكتب عنها بعشق.
- سيرة مسافر، دار هفن للنشر، القاهرة، 2008
- نهر على سفر ، سلسلة كتاب العربي، الكويت، 2015

## أدب مترجم
- أنا والسُّوريالية، سلفادور دالي، سلسلة كتاب دبي الثقافية، دبي، يوليو 2010
- ألف حياة وحياة ، الشاعر الكوري كو أون، سلسلة كتاب دبي الثقافية، دبي، 2012
- قِديسٌ يحلق بعيدًا، الشاعر الكوري تشو أو ـ هيون، بيت الغشام للنشر والترجمة، مسقط، سلطنة عمان، 2013
- فضاء رتيب يبعث على الكآبة، الشاعر الهندي هيمانت ديفاتي، سلسلة إبداعات طريق الحرير، القاهرة، 2016

## أدب الطفل
- أطفال من وطني العربي (ديوان شعر)، سلسلة كتاب العربي الصغير، العدد 170، الكويت،، نوفمبر 2006
- حكاية فنانعمره 5000عام (تاريخ الفن المصري)، المركز القومي لثقافة الطفل، المجلس الأعلى للثقافة، القاهرة، 2006
- حكايات كورية (قصص شعبية مترجمة)، سلسلةمجلة العربي، العدد 188، الكويت، مايو 2008
- رَحَّالة العرب (أدب رحلة)، سلسلة كتاب العربي الصغير، العدد 196، الكويت، يناير 2009
- شورالي، حكاية الحطاب وشريرة الغاب (ترجمة لملحمة كتبها شاعر تتارستان عبد الله طوقاي)، سلسلة كتاب العربي الصغير، العدد 210، الكويت، مارس 2010
- ساعي بريد تحت الماء (قصة شعرية)، سلسلة كتاب العربي الصغير، العدد 218، الكويت، نوفمبر 2010
- العنزة والخروف، (ترجمة لملحمة كتبها شاعر تتارستان عبد الله طوقاي)، سلسلة كتاب العربي الصغير، الكويت، 2013

كما أنه كان يروي سلسلة مغامرات ماجد على طريق الحرير في مجلة ماجد

## مؤلفات بلغات أخرى
- Shamawes, (Novel), (Korean), KOMID, Seoul, South Korea, 2008
- Una calle en el Cairo, (A street in Cairo), Poetry, (Spanish), traducción de Nadia Gamal Eddin, EDITORIAL UCR, Casa de Poesia, Costa Rica, 2010
- Yarali Güvercinler Irmagi, Anthology, Poetry, (Turkish), Arapḉa’dan Ḉeviren Metin Findikḉi, Artshop, Istanbul, Turkey, 2012
- خاطرات بروانه ها,  The Memory of the Butterflies, Poetry, (Persian), translated by Nasrin Shakibi Mumtaz, Afraz Book, Tehran, 2013
- The Memory of the Silence, Poetry, (English), Poetrywala, Mumbai, 2016